# Б
A be (Б б dőlten: Б б б) a cirill ábécé egyik betűje. Gyakran zöngés ajak zárhangot jelöl, /b/, mint a magyarban a b a  "bár" szóban. Nem szabad összetéveszteni a cirill ve betűvel, mely megjelenése (В в) nagyban hasonlít a latin B-re, de azzal ellentétben kiejtése a zöngés ajak- és foghangok réshangjával, a v-vel egyezik meg./v/.
A cirill Б (Be) betűt B-vel írják át leggyakrabban latin írásra.

## Története
A Be és a Ve (В в) cirill betűk is a görög  bétából (Β β) alakult ki.
A korai cirill ábécében a Be betű neve  бѹкы (buky/буки), mely betűt jelent.
A cirill számrendszerben a Be betűnek nem volt számértéke, mert a görög béta értékét a cirill ve vette át.

## Formája
Az orosz kisbetű б (be) hasonló a 6-hoz, de nem egyezik meg vele. Kisbetűs alakja pedig hasonlít a kis B-re, ("b"), mely a latin betűs megfelelője egyben. Mindenesetre a kis B-ből ("b") az írás közbeni átalakulás során jött létre a nagy nyomtatott B ("B"), épp úgy, ahogy a б-ből alakult ki a nagy írott В.

Nyomtatott alakok (Cambria betűtipussal)

A szerbben és a macedónban a dőlt alak változhat, de az általános alaknak úgy kell kinéznie, mint a többi nyelvben.

Orosz dőlt formák (A nagybetű alakja eltér a képen a szerb és a macedón változattól.)

A kisbetűs Be dőlt alakja hasonlít a görög deltára, (δ), de felső részükben lényegesen eltérnek egymástól.

## Használata
Б (Cyrillic).ogg

Probléma esetén lásd:Médiafájlok kezelése.
Az orosz és bolgár nyelvekben a Be betű általában a zöngés ajak zárhangot jelöli, /b/, de szó végén vagy zöngétlen mássalhangzó előtt jelölheti a zöngétlen [p] hangot is. Palatális magánhangzó előtt a /bʲ/ hangot jelöli. A macedón nyelvben a betű a /b/ hang jele, de szó végén a helyes kiejtése /p/, mint a macedónul: леб /lɛp/ ('kenyér') szóban.
A mari nyelvben jelölheti a /b/ vagy a zöngés ajak réshangot is. /β/.
A szerbben a betű a zöngés ajakzárhang /b/ jele, attól függetlenül, hogy hol helyezkedik el a szóban. 

## Kapcsolódó betűk és hasonló karakterek
- Β β : Görög béta betű
- В в : Cirill Ve betű
- B b : Latin B betű
- Ƃ ƃ : Latin Ƃ betű